# Élections cantonales de 2004 en Eure-et-Loir
Les élections cantonales ont eu lieu les 21 et 28 mars 2004.
Lors de ces élections, 14 des 29 cantons d'Eure-et-Loir ont été renouvelés. Elles ont vu la reconduction de la majorité UMP dirigée par Albéric de Montgolfier, président du conseil général depuis 2001.

## Résultats à l’échelle du département
Répartition départementale des résultats (2e tour).
- PS (33,37 %)
- PRG (6 %)
- DVG (12,59 %)
- UMP (28,08 %)
- DVD (14,47 %)
- FN (5,49 %)

| Étiquette      | Étiquette                          | Premier tour | Premier tour | Second tour | Second tour | Sièges |
| Étiquette      | Étiquette                          | Voix         | %            | Voix        | %           | Sièges |
| -------------- | ---------------------------------- | ------------ | ------------ | ----------- | ----------- | ------ |
|                | Parti socialiste                   | 15 535       | 18,29        | 25 118      | 33,37       | 4      |
|                | Divers gauche                      | 13 138       | 15,47        | 9 480       | 12,59       | 4      |
|                | Parti communiste français          | 3 197        | 3,76         |             |             |        |
|                | Extrême gauche                     | 3 008        | 3,54         |             |             |        |
|                | Parti radical de gauche            | 2 595        | 3,06         | 4 518       | 6,00        | 1      |
|                | Les Verts                          | 2 564        | 3,02         |             |             |        |
| Gauche         | Gauche                             | 40 037       | 47,14        | 39 116      | 51,96       | 9      |
|                |                                    |              |              |             |             |        |
|                | Union pour un mouvement populaire  | 20 603       | 24,26        | 21 142      | 28,08       | 4      |
|                | Front national                     | 13 063       | 15,38        | 4 130       | 5,49        | 0      |
|                | Divers droite                      | 9 298        | 10,95        | 10 894      | 14,47       | 1      |
|                | Union pour la démocratie française | 1 216        | 1,43         |             |             |        |
| Droite         | Droite                             | 44 180       | 51,02        | 36 166      | 48,04       | 5      |
|                |                                    |              |              |             |             |        |
|                | Divers                             | 722          | 0,85         |             |             |        |
|                |                                    |              |              |             |             |        |
| Inscrits       | Inscrits                           | 142 427      | 100,00       | 122 655     | 100,00      |        |
| Abstention     | Abstention                         | 53 737       | 37,73        | 43 430      | 35,41       |        |
| Votants        | Votants                            | 88 690       | 62,27        | 79 225      | 64,59       |        |
| Blancs et nuls | Blancs et nuls                     | 3 751        | 4,23         | 3 943       | 4,98        |        |
| Exprimés       | Exprimés                           | 84 939       | 95,77        | 75 282      | 95,02       |        |

## Résultats par canton

### Canton de Brou
| Candidats      | Candidats             | Étiquette      | Premier tour | Premier tour |
| Candidats      | Candidats             | Étiquette      | Voix         | %            |
| -------------- | --------------------- | -------------- | ------------ | ------------ |
|                | Dominique Dousset*    | DVG            | 2 647        | 54,94        |
|                | Philippe Masson       | DVD            | 1 162        | 24,12        |
|                | Juliette Dehon        | FN             | 364          | 7,56         |
|                | Jean-Michel Pelletier | SE             | 272          | 5,65         |
|                | Jean-Claude Philippe  | DVD            | 248          | 5,15         |
|                | Serge Langlais        | DVG            | 125          | 2,59         |
|                |                       |                |              |              |
| Inscrits       | Inscrits              | Inscrits       | 7 241        | 100,00       |
| Abstention     | Abstention            | Abstention     | 2 298        | 31,74        |
| Votants        | Votants               | Votants        | 4 943        | 68,26        |
| Blancs et nuls | Blancs et nuls        | Blancs et nuls | 125          | 2,53         |
| Exprimés       | Exprimés              | Exprimés       | 4 818        | 97,47        |

*sortant

### Canton de Chartres-Nord-Est
| Candidats      | Candidats               | Étiquette      | Premier tour | Premier tour | Second tour | Second tour |
| Candidats      | Candidats               | Étiquette      | Voix         | %            | Voix        | %           |
| -------------- | ----------------------- | -------------- | ------------ | ------------ | ----------- | ----------- |
|                | Christian Gigon*        | PRG            | 2 595        | 33,48        | 4 518       | 56,81       |
|                | Christian Paul-Loubiere | UMP            | 1 587        | 20,47        | 3 435       | 43,19       |
|                | Éric Chevee             | UDF            | 1 216        | 15,69        |             |             |
|                | Roger Allegrini         | FN             | 968          | 12,49        |             |             |
|                | Claude Epineau          | Verts          | 597          | 7,70         |             |             |
|                | Claude Simon            | PCF            | 298          | 3,84         |             |             |
|                | Dominique Lechêne       | EXG            | 241          | 3,11         |             |             |
|                | Yannick Thomas          | SE             | 147          | 1,90         |             |             |
|                | Louis Cazala            | EXG            | 102          | 1,32         |             |             |
|                |                         |                |              |              |             |             |
| Inscrits       | Inscrits                | Inscrits       | 12 651       | 100,00       | 12 644      | 100,00      |
| Abstention     | Abstention              | Abstention     | 4 630        | 36,60        | 4 171       | 32,99       |
| Votants        | Votants                 | Votants        | 8 021        | 63,40        | 8 473       | 67,01       |
| Blancs et nuls | Blancs et nuls          | Blancs et nuls | 270          | 3,37         | 520         | 6,14        |
| Exprimés       | Exprimés                | Exprimés       | 7 751        | 96,63        | 7 953       | 93,86       |

*sortant

### Canton de Chartres-Sud-Ouest
| Candidats      | Candidats          | Étiquette      | Premier tour | Premier tour | Second tour | Second tour |
| Candidats      | Candidats          | Étiquette      | Voix         | %            | Voix        | %           |
| -------------- | ------------------ | -------------- | ------------ | ------------ | ----------- | ----------- |
|                | Gérard Cornu*      | UMP            | 4 570        | 38,12        | 6 226       | 49,42       |
|                | Brigitte Santerre  | PS             | 3 699        | 30,86        | 6 371       | 50,58       |
|                | Roland Maitre      | FN             | 1 786        | 14,90        |             |             |
|                | Jacques Legrand    | Verts          | 973          | 8,12         |             |             |
|                | Mathieu Brétillard | DVG            | 483          | 4,03         |             |             |
|                | Claude Trebuchet   | PCF            | 476          | 3,97         |             |             |
|                |                    |                |              |              |             |             |
| Inscrits       | Inscrits           | Inscrits       | 20 449       | 100,00       | 20 416      | 100,00      |
| Abstention     | Abstention         | Abstention     | 7 945        | 38,85        | 7 112       | 34,84       |
| Votants        | Votants            | Votants        | 12 504       | 61,15        | 13 304      | 65,16       |
| Blancs et nuls | Blancs et nuls     | Blancs et nuls | 517          | 4,13         | 707         | 5,31        |
| Exprimés       | Exprimés           | Exprimés       | 11 987       | 95,87        | 12 597      | 94,69       |

*sortant

### Canton de Châteaudun
| Candidats      | Candidats          | Étiquette      | Premier tour | Premier tour | Second tour | Second tour |
| Candidats      | Candidats          | Étiquette      | Voix         | %            | Voix        | %           |
| -------------- | ------------------ | -------------- | ------------ | ------------ | ----------- | ----------- |
|                | Serge Fauve*       | DVG            | 3 571        | 36,96        | 5 001       | 48,84       |
|                | Odil Billard       | DVD            | 3 157        | 32,67        | 3 559       | 34,76       |
|                | Agnès Biondi       | FN             | 1 754        | 18,15        | 1 679       | 16,40       |
|                | Dominique Garcia   | PCF            | 510          | 5,28         |             |             |
|                | Marie-Josée Aubert | EXG            | 441          | 4,56         |             |             |
|                | Daniel Moreau      | EXG            | 229          | 2,37         |             |             |
|                | Vincent Lhopiteau  | DVD            | 0            | 0,00         |             |             |
|                |                    |                |              |              |             |             |
| Inscrits       | Inscrits           | Inscrits       | 15 810       | 100,00       | 15 813      | 100,00      |
| Abstention     | Abstention         | Abstention     | 5 581        | 35,30        | 5 233       | 33,09       |
| Votants        | Votants            | Votants        | 10 229       | 64,70        | 10 580      | 66,91       |
| Blancs et nuls | Blancs et nuls     | Blancs et nuls | 567          | 5,54         | 341         | 3,22        |
| Exprimés       | Exprimés           | Exprimés       | 9 662        | 94,46        | 10 239      | 96,78       |

*sortant

### Canton de Châteauneuf-en-Thymerais
| Candidats      | Candidats             | Étiquette      | Premier tour | Premier tour |
| Candidats      | Candidats             | Étiquette      | Voix         | %            |
| -------------- | --------------------- | -------------- | ------------ | ------------ |
|                | Jean-Pierre Gaboriau* | DVG            | 2 187        | 53,51        |
|                | Charles Schpiro       | UMP            | 844          | 20,65        |
|                | Jacques Dautreme      | FN             | 726          | 17,76        |
|                | Béatrice Jaffrenou    | EXG            | 176          | 4,31         |
|                | Maurice Raiffe        | PCF            | 154          | 3,77         |
|                |                       |                |              |              |
| Inscrits       | Inscrits              | Inscrits       | 6 666        | 100,00       |
| Abstention     | Abstention            | Abstention     | 2 382        | 35,73        |
| Votants        | Votants               | Votants        | 4 284        | 64,27        |
| Blancs et nuls | Blancs et nuls        | Blancs et nuls | 197          | 4,60         |
| Exprimés       | Exprimés              | Exprimés       | 4 087        | 95,40        |

*sortant

### Canton de Dreux-Sud
| Candidats      | Candidats            | Étiquette      | Premier tour | Premier tour | Second tour | Second tour |
| Candidats      | Candidats            | Étiquette      | Voix         | %            | Voix        | %           |
| -------------- | -------------------- | -------------- | ------------ | ------------ | ----------- | ----------- |
|                | Daniel Frard*        | PS             | 2 232        | 37,16        | 3 281       | 50,74       |
|                | François Avon        | FN             | 1 339        | 22,29        | 1 372       | 21,22       |
|                | Thérèse Denier-Dubos | UMP            | 1 298        | 21,61        | 1 813       | 28,04       |
|                | Tayeb Touazi         | UMP            | 569          | 9,47         |             |             |
|                | Xavier Chesneau      | EXG            | 224          | 3,73         |             |             |
|                | Christine Riant      | PCF            | 201          | 3,35         |             |             |
|                | Laurent Simon        | EXG            | 144          | 2,40         |             |             |
|                |                      |                |              |              |             |             |
| Inscrits       | Inscrits             | Inscrits       | 11 031       | 100,00       | 11 028      | 100,00      |
| Abstention     | Abstention           | Abstention     | 4 747        | 43,03        | 4 345       | 39,40       |
| Votants        | Votants              | Votants        | 6 284        | 56,97        | 6 683       | 60,60       |
| Blancs et nuls | Blancs et nuls       | Blancs et nuls | 277          | 4,41         | 217         | 3,25        |
| Exprimés       | Exprimés             | Exprimés       | 6 007        | 95,59        | 6 466       | 96,75       |

*sortant

### Canton de La Ferté-Vidame
| Candidats      | Candidats          | Étiquette      | Premier tour | Premier tour |
| Candidats      | Candidats          | Étiquette      | Voix         | %            |
| -------------- | ------------------ | -------------- | ------------ | ------------ |
|                | Jean-Pierre Jallot | UMP            | 706          | 62,09        |
|                | Albert Tardieu     | FN             | 180          | 15,83        |
|                | Michel Thavard     | PS             | 170          | 14,95        |
|                | Carine Desset      | EXG            | 60           | 5,28         |
|                | Michel Violante    | PCF            | 21           | 1,85         |
|                |                    |                |              |              |
| Inscrits       | Inscrits           | Inscrits       | 1 822        | 100,00       |
| Abstention     | Abstention         | Abstention     | 621          | 34,08        |
| Votants        | Votants            | Votants        | 1 201        | 65,92        |
| Blancs et nuls | Blancs et nuls     | Blancs et nuls | 64           | 5,33         |
| Exprimés       | Exprimés           | Exprimés       | 1 137        | 94,67        |

### Canton d'Illiers-Combray
| Candidats      | Candidats             | Étiquette      | Premier tour | Premier tour | Second tour | Second tour |
| Candidats      | Candidats             | Étiquette      | Voix         | %            | Voix        | %           |
| -------------- | --------------------- | -------------- | ------------ | ------------ | ----------- | ----------- |
|                | Jean-François Manceau | UMP            | 1 392        | 31,69        | 2 338       | 50,85       |
|                | Joël Ferrol           | PS             | 1 116        | 25,41        | 2 260       | 49,15       |
|                | Philippe Barbier      | FN             | 722          | 16,44        |             |             |
|                | Dominique Ferre       | DVG            | 615          | 14,00        |             |             |
|                | Hugues Deballon       | DVD            | 338          | 7,70         |             |             |
|                | Michel Quechon        | PCF            | 209          | 4,76         |             |             |
|                |                       |                |              |              |             |             |
| Inscrits       | Inscrits              | Inscrits       | 7 538        | 100,00       | 7 539       | 100,00      |
| Abstention     | Abstention            | Abstention     | 2 937        | 38,96        | 2 631       | 34,90       |
| Votants        | Votants               | Votants        | 4 601        | 61,04        | 4 908       | 65,10       |
| Blancs et nuls | Blancs et nuls        | Blancs et nuls | 209          | 4,54         | 310         | 6,32        |
| Exprimés       | Exprimés              | Exprimés       | 4 392        | 95,46        | 4 598       | 93,68       |

### Canton de Janville
| Candidats      | Candidats           | Étiquette      | Premier tour | Premier tour | Second tour | Second tour |
| Candidats      | Candidats           | Étiquette      | Voix         | %            | Voix        | %           |
| -------------- | ------------------- | -------------- | ------------ | ------------ | ----------- | ----------- |
|                | Martial Chevallier* | UMP            | 1 705        | 43,37        | 1 978       | 47,63       |
|                | Francis Besnard     | PS             | 851          | 21,65        | 1 477       | 35,56       |
|                | Chantal Ticot       | FN             | 671          | 17,07        | 698         | 16,81       |
|                | André Laluque       | DVD            | 523          | 13,30        |             |             |
|                | Catherine Stern     | PCF            | 181          | 4,60         |             |             |
|                |                     |                |              |              |             |             |
| Inscrits       | Inscrits            | Inscrits       | 6 397        | 100,00       | 6 399       | 100,00      |
| Abstention     | Abstention          | Abstention     | 2 294        | 35,86        | 2 089       | 32,65       |
| Votants        | Votants             | Votants        | 4 103        | 64,14        | 4 310       | 67,35       |
| Blancs et nuls | Blancs et nuls      | Blancs et nuls | 172          | 4,19         | 157         | 3,64        |
| Exprimés       | Exprimés            | Exprimés       | 3 931        | 95,81        | 4 153       | 96,36       |

*sortant

### Canton de Maintenon
| Candidats      | Candidats        | Étiquette      | Premier tour | Premier tour | Second tour | Second tour |
| Candidats      | Candidats        | Étiquette      | Voix         | %            | Voix        | %           |
| -------------- | ---------------- | -------------- | ------------ | ------------ | ----------- | ----------- |
|                | Michel Deprez    | PS             | 3 206        | 26,43        | 6 541       | 52,50       |
|                | Françoise Ramond | DVD            | 2 603        | 21,46        | 5 917       | 47,50       |
|                | Michel Bellanger | UMP            | 2 290        | 18,88        | Retrait     | Retrait     |
|                | Max Török        | FN             | 5 534        | 13,04        |             |             |
|                | Nicole Migne     | Verts          | 903          | 7,44         |             |             |
|                | José Moreau      | DVG            | 461          | 3,80         |             |             |
|                | Agnès Leroux     | EXG            | 456          | 3,76         |             |             |
|                | Serge Bonnichon  | PCF            | 328          | 2,70         |             |             |
|                | Alain Cassier    | SE             | 303          | 2,50         |             |             |
|                |                  |                |              |              |             |             |
| Inscrits       | Inscrits         | Inscrits       | 21 036       | 100,00       | 21 037      | 100,00      |
| Abstention     | Abstention       | Abstention     | 8 354        | 39,71        | 7 774       | 36,95       |
| Votants        | Votants          | Votants        | 12 682       | 60,29        | 13 263      | 63,05       |
| Blancs et nuls | Blancs et nuls   | Blancs et nuls | 550          | 4,34         | 805         | 6,07        |
| Exprimés       | Exprimés         | Exprimés       | 12 132       | 95,66        | 12 458      | 93,93       |

### Canton de Mainvilliers
| Candidats      | Candidats           | Étiquette      | Premier tour | Premier tour | Second tour | Second tour |
| Candidats      | Candidats           | Étiquette      | Voix         | %            | Voix        | %           |
| -------------- | ------------------- | -------------- | ------------ | ------------ | ----------- | ----------- |
|                | Nicolas André       | PS             | 3 007        | 43,58        | 4 241       | 59,48       |
|                | Anthony Blanc       | UMP            | 1 937        | 28,07        | 2 889       | 40,52       |
|                | Philippe Blancot    | FN             | 1 186        | 17,19        | Retrait     | Retrait     |
|                | Vincent Chevrollier | EXG            | 300          | 4,35         |             |             |
|                | Jean-Marc Gauthier  | PCF            | 255          | 3,70         |             |             |
|                | Pascale Blondet     | EXG            | 215          | 3,12         |             |             |
|                |                     |                |              |              |             |             |
| Inscrits       | Inscrits            | Inscrits       | 12 265       | 100,00       | 12 265      | 100,00      |
| Abstention     | Abstention          | Abstention     | 5 025        | 40,97        | 4 708       | 38,39       |
| Votants        | Votants             | Votants        | 7 240        | 59,03        | 7 557       | 61,61       |
| Blancs et nuls | Blancs et nuls      | Blancs et nuls | 340          | 4,79         | 427         | 5,65        |
| Exprimés       | Exprimés            | Exprimés       | 6 900        | 95,39        | 7 130       | 94,35       |

### Canton de Nogent-le-Rotrou
| Candidats      | Candidats          | Étiquette      | Premier tour | Premier tour | Second tour | Second tour |
| Candidats      | Candidats          | Étiquette      | Voix         | %            | Voix        | %           |
| -------------- | ------------------ | -------------- | ------------ | ------------ | ----------- | ----------- |
|                | Philippe Ruhlmann* | DVG            | 3 049        | 45,33        | 4 479       | 64,52       |
|                | Patrick Hoguet     | UMP            | 1 967        | 29,24        | 2 463       | 35,48       |
|                | Manuel Debu        | FN             | 967          | 14,38        |             |             |
|                | Louis David        | PCF            | 323          | 4,80         |             |             |
|                | Luc Viry           | EXG            | 214          | 3,18         |             |             |
|                | Élisabeth Asskouk  | EXG            | 206          | 3,06         |             |             |
|                |                    |                |              |              |             |             |
| Inscrits       | Inscrits           | Inscrits       | 11 313       | 100,00       | 11 313      | 100,00      |
| Abstention     | Abstention         | Abstention     | 4 314        | 38,13        | 3 981       | 35,19       |
| Votants        | Votants            | Votants        | 6 999        | 61,87        | 7 332       | 64,81       |
| Blancs et nuls | Blancs et nuls     | Blancs et nuls | 273          | 3,90         | 390         | 5,32        |
| Exprimés       | Exprimés           | Exprimés       | 6 726        | 96,10        | 6 942       | 94,68       |

*sortant

### Canton d'Orgères-en-Beauce
| Candidats      | Candidats               | Étiquette      | Premier tour | Premier tour |
| Candidats      | Candidats               | Étiquette      | Voix         | %            |
| -------------- | ----------------------- | -------------- | ------------ | ------------ |
|                | Albéric de Montgolfier* | UMP            | 1 738        | 61,54        |
|                | Jérôme Delb             | PS             | 504          | 17,85        |
|                | Marie-Christine Toutay  | FN             | 396          | 14,02        |
|                | Albert Hornez           | PCF            | 95           | 3,36         |
|                | Mauricette Girard       | Verts          | 91           | 3,22         |
|                |                         |                |              |              |
| Inscrits       | Inscrits                | Inscrits       | 4 007        | 100,00       |
| Abstention     | Abstention              | Abstention     | 1 112        | 27,75        |
| Votants        | Votants                 | Votants        | 2 895        | 72,25        |
| Blancs et nuls | Blancs et nuls          | Blancs et nuls | 71           | 2,45         |
| Exprimés       | Exprimés                | Exprimés       | 2 824        | 97,55        |

*sortant

### Canton de Thiron-Gardais
| Candidats      | Candidats           | Étiquette      | Premier tour | Premier tour | Second tour | Second tour |
| Candidats      | Candidats           | Étiquette      | Voix         | %            | Voix        | %           |
| -------------- | ------------------- | -------------- | ------------ | ------------ | ----------- | ----------- |
|                | Luc Lamirault*      | DVD            | 1 267        | 49,01        | 1 418       | 51,64       |
|                | René Rousselle      | PS             | 750          | 29,01        | 947         | 34,49       |
|                | Dominique Letort    | FN             | 422          | 16,32        | 381         | 13,87       |
|                | Jacqueline Gauthier | PCF            | 146          | 5,65         |             |             |
|                |                     |                |              |              |             |             |
| Inscrits       | Inscrits            | Inscrits       | 4 201        | 100,00       | 4 201       | 100,00      |
| Abstention     | Abstention          | Abstention     | 1 497        | 35,63        | 1 386       | 32,99       |
| Votants        | Votants             | Votants        | 2 704        | 64,37        | 2 815       | 67,01       |
| Blancs et nuls | Blancs et nuls      | Blancs et nuls | 119          | 4,40         | 69          | 2,45        |
| Exprimés       | Exprimés            | Exprimés       | 2 585        | 95,60        | 2 746       | 97,55       |

*sortant